# Michael Gerhard Kaufmann
Michael Gerhard Kaufmann (* 1966 in Landau in der Pfalz) ist ein deutscher Musikwissenschaftler, Hochschullehrer und Organist. Er unterrichtet an der Hochschule für Kirchenmusik Heidelberg.

## Leben und Karriere
Nach dem Abitur in Landau studierte Kaufmann von 1987 bis 1996 Schulmusik und Katholische Kirchenmusik an der Hochschule für Musik Karlsruhe sowie Germanistik und Musikwissenschaft an der Universität Karlsruhe. Er promovierte 1997 mit einer Arbeit über Orgel und Nationalsozialismus.
Von 1995 bis 1999 war er Lehrbeauftragter für Musiktheorie an der Hochschule für Musik Karlsruhe, von 1995 bis 2005 Lehrbeauftragter für Musikwissenschaft an der Universität Karlsruhe und von 2001 bis 2002 Lehrbeauftragter für Musikgeschichte an der Akademie für Tonkunst Darmstadt. Von 2000 (seit 2008 als Honorarprofessor) bis 2010 unterrichtete er Orgelkunde an der Staatlichen Hochschule für Musik Trossingen, von 2005 bis 2009 Kulturgeschichte im Rahmen der Ausbildung der Restauratoren im Orgelbauhandwerk an der Oscar-Walcker-Schule – Bundesfachschule für Orgelbau Ludwigsburg und von 2007 bis 2011 im Masterstudiengang „Schutz Europäischer Kulturgüter“ an der Stiftung Europa-Universität Viadrina Frankfurt (Oder). Von 2000 bis 2005 war er Wissenschaftlicher Mitarbeiter an der Verbindungsstelle für oberschwäbische Klostermusik an der Eberhard Karls Universität Tübingen.
Kaufmann war von 1997 bis 2001 künstlerischer Leiter der Europäischen Orgelakademie am Oberrhein in Ettlingen und von 1998 bis 2021 Erzbischöflicher Orgelinspektor für das Erzbistum Freiburg. Seit 2000 ist er Leiter der Aus- und Fortbildungskurse der Vereinigung der Orgelsachverständigen Deutschlands und seit 2015 auch Leiter der Aus- und Fortbildungskurse des Beratungsausschusses für das deutsche Glockenwesen. Seit 2015 ist er Orgel- und Glockensachverständiger der Evangelischen Kirche in Baden und gehört dem Beratungsausschuss für das deutsche Glockenwesen an. Seit 2017 ist er künstlerischer Leiter der Konzertreihe „Orgel-Welten“ an der historischen Welte-Orgel in der Adelhauser Kirche Freiburg.
Er hat zahlreiche Veröffentlichungen zu musikhistorischen und -ästhetischen Themen (Autorenhandbuch), Schriften zur Orgel und ihrer Musik sowie Editionen süddeutscher Orgel- und Klostermusik sowie Aufnahmen auf CompactDisk, für Rundfunk und Fernsehen vorzuweisen. Forschungsschwerpunkte bilden die Musik Oberschwabens und das musikalische Werk von Johann Sebastian Bach und Max Reger. Das Ochsenhauser Orgelbuch wurde mit dem Deutschen Musikeditionspreis 2005 ausgezeichnet. Neben seiner Konzerttätigkeit als Organist ist er Mitglied von Kommissionen zur Restaurierung bedeutender historischer Orgeln. Kaufmann forscht und engagiert sich auf dem Gebiet der historisch informierten Aufführungspraxis und der Alten Musik.
Kaufmann war 2007 Mitbegründer des Instituts für Orgel und Kirchenmusik an der Staatlichen Hochschule für Musik Trossingen, an dem er den weltweit einzigen Internationalen Masterstudiengang OrganExpert zur Ausbildung von Orgelsachverständigen koordinierte. Als erster Studiengang an einer Musikhochschule überhaupt wurde dessen gemeinsame Entwicklung mit weiteren europäischen Hochschulen von der Europäischen Gemeinschaft (Europäische Kommission) im Rahmen des Erasmus-Programms von 2005 bis 2007 finanziell unterstützt und dessen Durchführung wurde seit dem Wintersemester 2008/09 weiterhin projektbezogen gefördert. Der Studiengang stand unter der Schirmherrschaft des Vatikans (Päpstlicher Kulturrat) und war seit 2009 durch nationale und internationale Agenturen akkreditiert. 2010 endete jedoch die Zusammenarbeit der Musikhochschulen; der Studiengang wurde eingestellt und das Institut für Orgel und Kirchenmusik aufgelöst.
Kaufmann hat die Anträge zur Aufnahme von Orgelbau und Orgelmusik in das Verzeichnis des immateriellen Kulturerbes der Bundesrepublik Deutschland und im Auftrag der Deutschen Bundesregierung in die Liste des immateriellen Kulturerbes der Menschheit der UNESCO beantragt; 2014 bzw. 2017 wurden Orgelbau und -musik als Kulturformen in diese Kataloge aufgenommen.

## Schriften
Theoretische Werke (Auswahl)
- Orgel und Nationalsozialismus. Die ideologische Vereinnahmung des Instrumentes im Dritten Reich. Musikwissenschaftliche Verlags-Gesellschaft, Kleinblittersdorf 1997, ISBN 3-920670-36-1.
- Michael Gerhard Kaufmann (Hrsg.): Joculator Dei – Festschrift für Andreas Schröder zum 60. Geburtstag. (= Schriftenreihe der Europäischen Orgelakademie am Oberrhein, Band 1). Freiburg 1999.
- Michael Gerhard Kaufmann, Martin Kares (Hrsg.): Die Orgelstadt Karlsruhe innerhalb der Orgellandschaft am Oberrhein. Eine Ausstellung der Europäischen Orgelakademie am Oberrhein Ettlingen in der Badischen Landesbibliothek anlässlich des Symposiums „Darum Prüfet Alles und das Gute Behaltet. Vom Umgang mit Großorgeln der Wirtschaftswunderzeit“ in Zusammenarbeit mit der Vereinigung der Orgelsachverständigen Deutschlands (VOD) vom 26. September bis 28. September 2001. Badische Landesbibliothek, Karlsruhe 2001, ISBN 3-88705-052-5.
- Wandlungen des Klangideals am Beispiel der Silbermann-Orgel in St. Stephan zu Karlsruhe. In: Acta Organologica. Bd. 27, 2001, S. 125–134.
- Conradin Kreutzer und die Rührung des Gemütes – ein Komponist abseits des bekannten Repertoires. In: Musica sacra. Jg. 121, 2001, Heft 5. S. 6–7.
- Martin Kares, Michael Gerhard Kaufmann, Godehard Weithoff: Orgelführer Rhein-Neckar-Kreis. Rhein-Neckar-Kreis, Heidelberg 2001, ISBN 3-932102-07-X.
- Sontraud Speidel, Michael Gerhard Kaufmann (Hrsg.): Piano-Podium-Publikationen 1. Staccato-Verlag, Düsseldorf 2002, ISBN 3-932976-14-2.
- Aus dem Himmelreich des Barock – Musik aus oberschwäbischen Klöstern; Andreas Heilinger (1746–1809), Salem – Isfrid Kayser (1712–1771), Marchtal – Nikolaus Betscher (1745–1811), Rot an der Rot. Verein zur Förderung der Musik Oberschwabens, Biberach 2002.
- „…welche von der soliden Sez- und Spielart des geschikten Herrn Verfassers zeugt….“ Sixtus Bachmann und seine X Fugues célèbres im Kontext der süddeutschen Orgelkultur. In: Oberschwäbische Klostermusik im europäischen Kontext. Alexander Šumski zum 70. Geburtstag. Lang, Frankfurt am Main 2004, ISBN 3-631-51906-0, S. 155–170.
- Wenn der Honig besser schmeckte, ist das Honigmachen eine glückliche Arbeit. Christian Keifferer und das Neue in der Kirchenmusik nach 1600. In: Musica sacra. 126, 2006, Heft 6, S. 357–361.
- Ostracher Liederhandschrift, herausgegeben, kommentiert und mit einem musizierpraktischen Teil versehen von Michael Gerhard Kaufmann (= Bibliotheca Suevica; No. 19). Ed. Isele, Konstanz/Eggingen 2006, ISBN 978-3-86142-378-2.
- Christoph Bossert, Michael Gerhard Kaufmann, Zdenko Kuscer (Hrsg.): Die Orgel als europäisches Kulturgut. Kongreßbericht Varazdin, 10. bis 17. September 2000. Organum Buch, Öhringen 2006, 2007, ISBN 3-9809232-3-1.
- Die Ausbildung zum Orgelsachverständigen. In: Musica sacra. 127, 2007, Heft 3, S. 159–161.
- (Johann) Andreas Heichlinger. In: Die Musik in Geschichte und Gegenwart. Supplement. 2. Ausgabe. Bärenreiter, Kassel 2008, Sp. 317–318.
- Franz (Xaver) Schnizer, Schnitzer. In: Die Musik in Geschichte und Gegenwart. 14. Personenteil. 2. Ausgabe. Bärenreiter, Kassel 2008, Sp. 1545–1546.
- Die Welte-Orgel im Augustinermuseum Freiburg. In: Ars Organi. Bd. 58, 2010, Heft 2, S. 97–103.
- Orgelgeschichte in Karlsruhe. In: Ars Organi. Bd. 60, 2012, 1, S. 3–9.
- Martin Kares, Michael Gerhard Kaufmann (Hrsg.): Elektropneumatik im Orgelbau. Bericht über die Tagung der Vereinigung der Orgelsachverständigen Deutschlands (VOD) vom 29. Mai bis 1. Juni 2012 in Karlsruhe (= 259. Veröffentlichung der Gesellschaft der Orgelfreunde). Pape, Berlin 2013, ISBN 978-3-921140-94-9.
- Michael Gerhard Kaufmann, Uta Hengelhaupt: Kulturerbe Orgel. Aspekte eines musikgeschichtlichen Phänomens. Ergon, Baden-Baden 2022, ISBN 978-3-95650-610-9.

Musikeditionen (Auswahl)
- Michael Gerhard Kaufmann (Hrsg.): Choral-Reflexionen. Johannes Graf – Drei Choräle für Orgel. Wolfram Graf – Drei Lieder für hohe Stimme und Orgel (= 186. Veröffentlichung der Gesellschaft der Orgelfreunde). Daimonion-Verlag, Wiesbaden 2002.
- Michael Gerhard Kaufmann (Hrsg.): Hugo Wolf: Lieder für Singstimme und Orgel bearbeitet von Max Reger. Bärenreiter-Verlag, Kassel 2003, ISMN M-006-52365-8.
- Michael Gerhard Kaufmann (Hrsg.): Sixtus Bachmann: Dix Fugues célèbres pour l’orgue ou le clavecin (= 202. Veröffentlichung der Gesellschaft der Orgelfreunde). Daimonion-Verlag, Wiesbaden 2003, ISMN M-50128-741-3.
- Michael Gerhard Kaufmann, Klaus Konrad Weigele (Hrsg.): Ochsenhauser Orgelbuch (Harmonia organica). Carus-Verlag, Stuttgart 2004, ISBN 3-89948-061-9
- Michael Gerhard Kaufmann (Hrsg.): Isfridus Kayser: Concors Digitorum Discordia (= 213. Veröffentlichung der Gesellschaft der Orgelfreunde). Daimonion-Verlag, Wiesbaden 2005, ISMN M-50128-743-7.
- Michael Gerhard Kaufmann (Hrsg.): Aemilian Rosengart: Missa in B. Daimonion-Verlag, Wiesbaden 2006, ISMN M-50128-570-9.
- Michael Gerhard Kaufmann (Hrsg.): Christian Keifferer: Canticum Beatae Mariae Virginis aus ‚Sertum’. Daimonion-Verlag, Wiesbaden 2008, ISMN M-50128-748-2.
- Michael Gerhard Kaufmann (Hrsg.): Christian Keifferer: ‚Parvulus flosculus’. Daimonion-Verlag, Wiesbaden 2009.
- Michael Gerhard Kaufmann (Hrsg.): Nikolaus Betscher: Wider die Mode. Daimonion-Verlag, Wiesbaden 2009.
- Michael Gerhard Kaufmann (Hrsg.): Wilhelm Hanser: 8 Ave Maria. Daimonion-Verlag, Wiesbaden 2009.
- Michael Gerhard Kaufmann (Hrsg.): Augustinus Büx: Aes Sonorum (= 231. Veröffentlichung der Gesellschaft der Orgelfreunde). Daimonion-Verlag, Wiesbaden 2011, ISMN M-50128-745-1.